# Người Khơ Mú
Người Khơ Mú (/kəˈmuː/; Khmu: /kmm̥uʔ/ or /kmmúʔ/; tiếng Lào: ຂະມຸ [kʰámūʔ]; tiếng Thái: ขมุ [kʰāmùʔ]; tiếng Miến Điện: ခမူ, ở Trung Quốc phiên âm Hán là Khắc Mộc (tiếng Trung: 克木; bính âm: kèmù), tên gọi khác: Xá Cẩu, Mứn Xen, Pu Thênh, Tềnh, Tày Hạy, trong văn liệu Latinh ghi là Khmu, Khamu hay Khammu) là một trong những nhóm sắc tộc lớn nhất sinh sống tại khu vực bắc Đông Nam Á. Họ cư trú ở miền bắc Lào, Myanmar, tây nam Trung Quốc (trong châu tự trị Tây Song Bản Nạp thuộc tỉnh Vân Nam), Thái Lan, và Việt Nam.
Tại Việt Nam, người Khơ Mú là một dân tộc trong số 54 dân tộc tại Việt Nam . Tuy nhiên tại Trung Quốc thì họ lại không được công nhận chính thức như là một dân tộc tách biệt mà được đặt trong một thể loại rộng là các nhóm sắc tộc không phân loại.
Người Khơ Mú nói tiếng Khơ Mú, một ngôn ngữ trong ngữ tộc Môn-Khmer của ngữ hệ Nam Á. Người Khơ Mú là sắc tộc sinh sống sớm nhất tại Lào, cùng với người Môn tại Thái Lan và người Mường tại Việt Nam tạo nên những cộng đồng cư dân bản địa sớm nhất ở khu vực.

## Dân số và địa bàn cư trú
Người Khơ Mú là những cư dân bản thổ ở miền bắc Lào. Hiện tại có khoảng 479.249-540.000 người Khơ Mú khắp thế giới, với dân số khoảng 389.694 người (năm 1985) tại Lào, 72.929 người (năm 2009) tại Việt Nam, 31.403 (năm 2000) tại Thái Lan, 1.600 người (năm 1990) tại Trung Quốc, không rõ số liệu tại Myanmar và cỡ 8.000 tại Hoa Kỳ.

### Tại Lào
Người Khơ Mú tại Lào chủ yếu sống trong tỉnh Luang Prabang và Xiêng Khoảng. Phần lớn các làng mạc của người Khơ Mú bị cô lập và có sự phát triển chậm chạp do ở các vùng xa xôi khó khăn. Trong nhiều khu vực, họ sinh sống bên cạnh người H'Mông và các nhóm sắc tộc thiểu số khác.

### Tại Việt Nam
Tại Việt Nam, họ sống tập trung chủ yếu ở các tỉnh phía Bắc và Bắc Trung Bộ như Nghệ An, Sơn La, Lai Châu, Điện Biên, Yên Bái, Thanh Hóa với số dân theo điều tra dân số năm 2019 có 90.612 người , năm 1999 khoảng 56.542 người.
Theo Tổng điều tra dân số và nhà ở năm 2019, người Khơ Mú ở Việt Nam có dân số 90.612 người, cư trú tại 44 trên tổng số 63 tỉnh, thành phố. Người Khơ Mú cư trú tập trung tại các tỉnh:
- Nghệ An (41.139 người, chiếm 48,9% tổng số người Khơ Mú tại Việt Nam),
- Điện Biên (19.785 người),
- Sơn La (15.783 người),
- Lai Châu (7.778 người),
- Yên Bái (1.539 người),
- Thanh Hóa (1.031 người).[7]

### Tại Thái Lan
Phần lớn người Khơ Mú tại Thái Lan đã tới đây trong giai đoạn gần đây từ Lào và Việt Nam như là những người tị nạn, cũng từ cuộc chiến tranh Việt Nam. Họ sống tập trung gần biên giới Lào-Thái Lan. Người Khơ Mú có quan hệ huyết thống gần gũi với Mlabri, người lá vàng bản địa của Thái Lan.

### Tại Trung Quốc
Tại Trung Quốc có khoảng 1.600-2.000 người Khơ Mú sinh sống rải rác trong tỉnh Vân Nam, được xếp vào nhóm không phân loại.

### Tại Hoa Kỳ
Tại Hoa Kỳ, một lượng lớn người Khơ Mú sinh sống tại Richmond (California), chủ yếu là người tị nạn, di cư từ sau chiến tranh Việt Nam. California cũng là trung tâm của cả Khmu National Federation Inc. và Kmhmu Catholic National Center.